# Poisson (Saona y Loira)
 Poisson  es una población y comuna francesa, en la región de Borgoña, departamento de Saona y Loira, en el distrito de Charolles y cantón de Paray-le-Monial.

## Demografía
| 634 | 603 | 544 | 563 | 578 | 590 |
| Para los censos de 1962 a 1999 la población legal corresponde a la población sin duplicidades (Fuente: INSEE [Consultar]) |     |     |     |     |     |